# Строгалёв, Вадим Сергеевич
Вади́м Серге́евич Строгалёв (род. 9 февраля 1975, Москва) — российский легкоатлет, специалист по прыжкам с шестом. Выступал за сборную России по лёгкой атлетике в 1995—2004 годах, многократный победитель и призёр первенств национального значения, участник летних Олимпийских игр в Афинах. Представлял Москву и МГФСО. Мастер спорта России международного класса.

## Биография
Вадим Строгалёв родился 9 февраля 1975 года в Москве.
Занимался лёгкой атлетикой под руководством тренера Владимира Ильича Шульгина, выступал за спортивное общество «Трудовые резервы» и МГФСО. Окончил Московское училище олимпийского резерва № 1.
Впервые заявил о себе в сезоне 1995 года, когда в прыжках с шестом стал серебряным призёром на зимнем чемпионате России в Волгограде и, попав в состав российской национальной сборной, выступил на чемпионате мира в помещении в Барселоне.
В 1997 году вновь выиграл серебряную медаль на зимнем чемпионате России в Волгограде, участвовал в чемпионате мира в помещении в Париже, одержал победу на летнем чемпионате России в Туле, занял седьмое место на чемпионате мира в Афинах.
В 1998 году закрыл десятку сильнейших на чемпионате Европы в помещении в Валенсии, взял бронзу на чемпионате России в Москве, был шестым на Играх доброй воли в Нью-Йорке и десятым на чемпионате Европы в Будапеште. Также в этом сезоне на соревнованиях в греческой Ханье установил свой личный рекорд в прыжках с шестом на открытом стадионе — 5,85 метра.
На чемпионате России 1999 года получил серебряную награду, стартовал на чемпионате мира в Севилье.
В 2000 году победил на зимнем чемпионате России в Волгограде, показал седьмой результат на чемпионате Европы в помещении в Генте.
На чемпионате России 2002 года в Чебоксарах стал серебряным призёром в прыжках с шестом.
В 2003 году выиграл бронзовую медаль на зимнем чемпионате России в Москве, завоевал золото на летнем чемпионате России в Туле, отметился выступлением на чемпионате мира в Париже, где занял в финале девятое место, был лучшим на Гран-при ИААФ в Хельсинки.
На чемпионате России 2004 года в Туле вновь превзошёл всех соперников, став таким образом трёхкратным чемпионом страны по прыжкам с шестом на открытом стадионе. Благодаря этой победе удостоился права защищать честь страны на летних Олимпийских играх в Афинах, но провалил здесь все три попытки на предварительном квалификационном этапе и в финал не вышел. По окончании этого сезона завершил спортивную карьеру.
За выдающиеся спортивные достижения удостоен почётного звания «Мастер спорта России международного класса».